# Парк санатория Кирилловский
«Парк санатория Кирилловский» — парк-памятник садово-паркового искусства местного значения на территории Акимовского района (Запорожская область, Украина).

## История
Парк был создан Решением Запорожского областного совета от 24.05.1972 года №206.

## Описание
Парк создан с целью охраны, сохранения, возобновления и рационального использования ценных природных комплексов.
Занимает парк санатория «Кирилловский» — на территории Кирилловского поссовета в пгт Кирилловка.